# Wimund
Wimund fue un supuesto obispo de la Iglesia católica que se convirtió en un aventurero caudillo marinero en los años posteriores a 1147. Su historia fue transmitida por el historiador inglés del siglo XII William o Guillermo de Newburgh en su Historia rerum anglicarum, Libro I, Capítulo 24, titulado "Del obispo Wimund, su vida impropia de un obispo y cómo fue privado de su vista".

## Orígenes
Guillermo de Newburgh registra que Wimund "nació en el lugar más oscuro de Inglaterra". Fue educado en la Abadía de Furness, luego en Lancashire, fundada entre 1123 y 1127 por el futuro Esteban I de Inglaterra. Wimund pudo haber sido miembro del grupo enviado desde Furness para fundar una casa en Rushen en la Isla de Man a pedido de Olaf I de Mann, el Rey de las Islas, en 1134.
El rey Olaf concedió a los monjes de Furness el derecho de elegir al obispo de las islas, y parece ser que Wimund fue elegido para tal honor por la sede durante la época de Thurstan (II), arzobispo de York. Thurstan murió a principios de 1140, por lo que Wimund se convirtió en obispo de las islas en el período 1134-1140. Este fue un ascenso muy rápido para un joven de orígenes aparentemente oscuros.
Sin embargo, como relata Guillermo de Newburgh, Wimund con el tiempo afirmó ser el hijo del conde de Moray. Guillermo y algunos escritores posteriores dudaron de las afirmaciones de Wimund. Los historiadores modernos se han inclinado más a tomar en serio esta afirmación. Algunos han propuesto que Wimund era hijo de Óengus de Moray (fallecido en 1130), nieto del rey Lulach I de Escocia. Sin embargo, su vínculo con Cumbria ha llevado a suponer que Wimund era hijo (posiblemente ilegítimo) de William fitz Duncan, hijo del rey Duncan II. William ocupó extensas tierras en Cumbria a través de su madre, Octreda, hija de Gospatric de Northumbria, y se cree que fue Conde de Moray entre la muerte de Óengus en 1130 y su propia muerte en 1147.

## Obispo Wimund
El siguiente es un resumen del relato de William de Newburgh sobre la vida del obispo Wimund.
El obispado de las Islas de Wimund tenía su asiento en la Isla de Skye. Las ruinas de la Catedral de Snizort, dedicada a Columba de Iona, todavía son visibles cerca de Skeabost. William de Newburgh escribe que Wimund, "no contento con la dignidad de su cargo episcopal, luego anticipó en su mente cómo podría lograr cosas grandes y maravillosas, porque poseía una boca que hablaba altiva con el corazón más orgulloso".
Sin embargo, el padre de Wimund, si de hecho era el hijo de William fitz Duncan, estuvo vivo durante los primeros siete años al menos de su tiempo como obispo de las islas. Mientras su padre viviera, Wimund apenas necesitaba "fingir que era el hijo del conde de Moray y que el rey de Escocia lo privó de la herencia de sus padres", como dice William. Pero William pudo estar anticipándose a sí mismo; el primer conflicto de Wimund no fue con su tío el rey David I de Escocia, sino con un compañero obispo, y no hay razón para suponer que estos dos conflictos estuvieran relacionados.
Durante el episcopado de Wimund, o poco antes de su inicio, Gille Aldan fue consagrado obispo de Whithorn, probablemente por acuerdo de Fergus de Galloway y el arzobispo Thurstan, y con la aprobación del Papa Honorio III. Las tierras del obispado recreado de Whithorn probablemente habían estado sujetas a los obispos de las islas, y apenas se desconocía que los obispos rivales emplearan la fuerza armada para expulsar a sus rivales. Por lo tanto, en lugar de obtener su herencia, la lucha de Wimund con Gille Aldan aparentemente fue un intento de evitar que su obispado fuera dividido en favor de un rival. Después de ser capturado, fue cegado y castrado y pasó el resto de su vida en el monasterio de la Abadía de Byland en Yorkshire del Norte.